# Gobelin

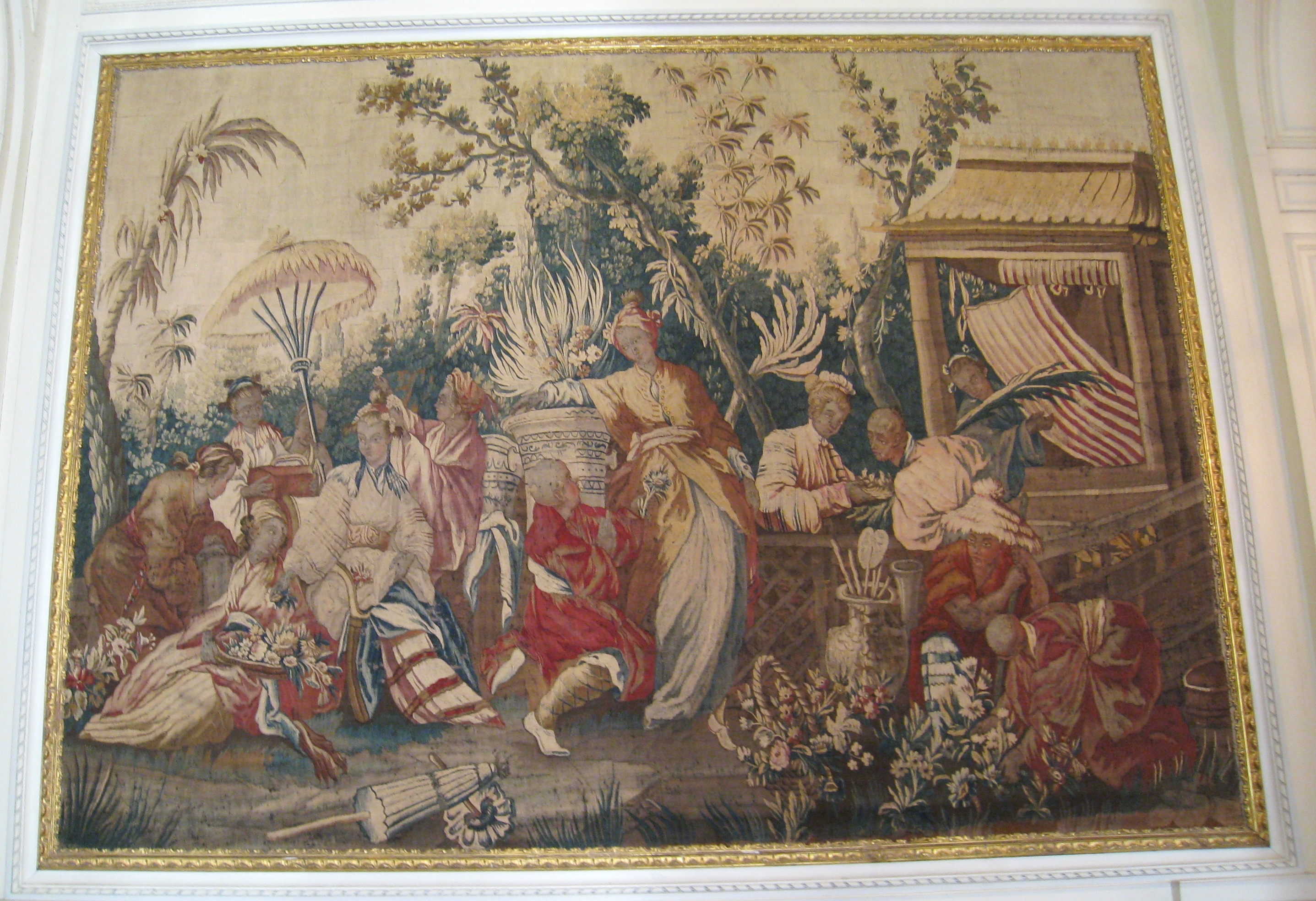
Gobelin (kb 1680). Nissim de Camondo múzeum, Párizs

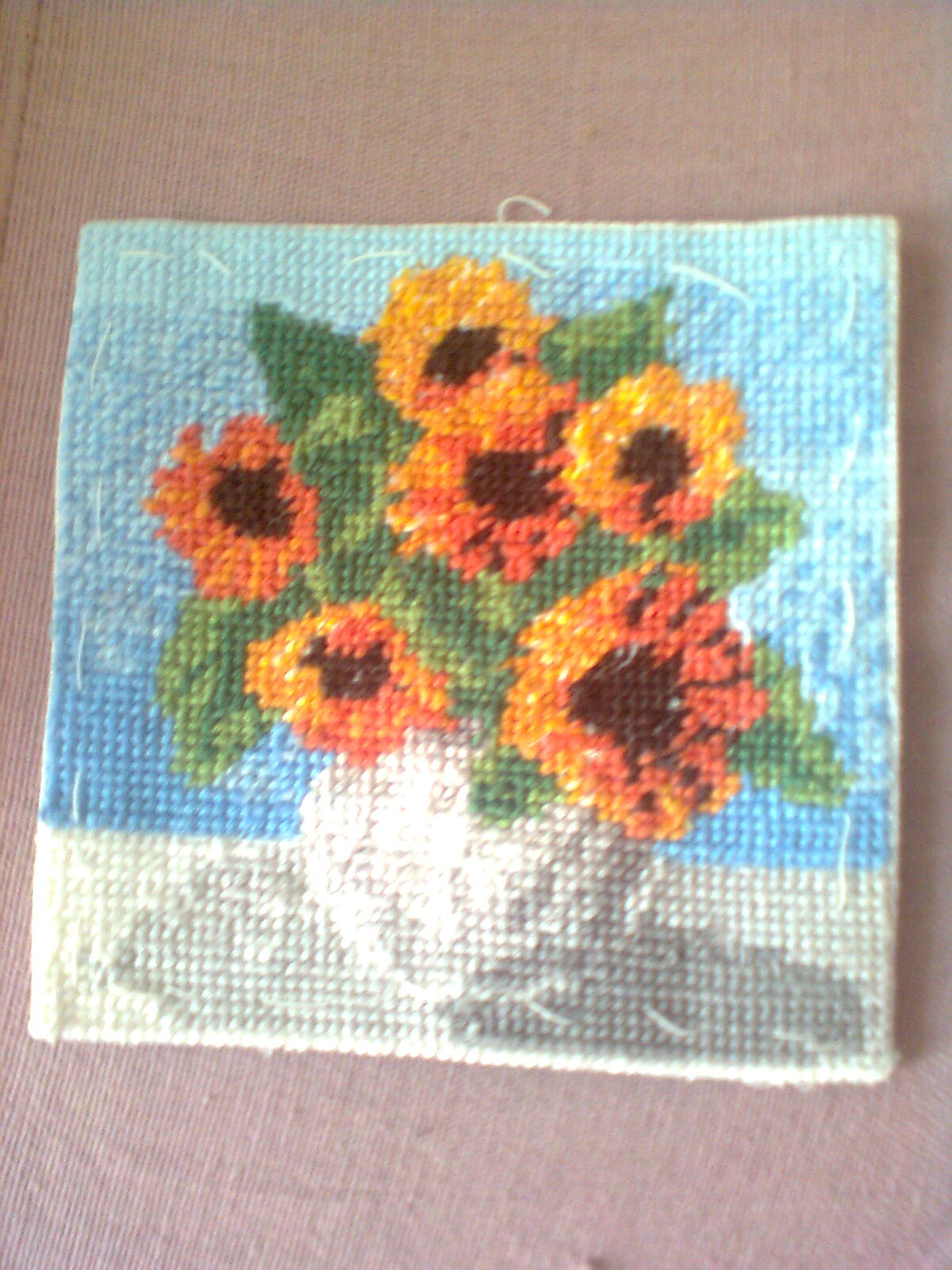
Napraforgócsokor gobelinöltéssel kivarrva

A gobelinhímzés egy szövéstechnikát utánzó technika, amely tulajdonképpen a keresztöltés balról jobbra dőlő felét használja alapöltésként. A gobelin [ejtsd: goblen] vagy szövött kárpit, tapisserie, faliszőnyeg, falkárpit a fal takarására és díszítésére szolgáló textil, esetleg festett vagy préselt bőr. Általában gyapjúfonalból, ritkábban selyem- vagy fémszállal együtt szőtt képes szőnyeg. Készülhet fekvő (blasse lisse) és álló (haute lisse) szövőszéken. Az előbbi a nehezebb, későbbi és egyben finomabb technika is. Nevét az 1662-ben Jean és Philibert Gobelin kelmefestők telkén álló francia királyi kárpitszövő műhelyről kapta (Manufacture de Gobelins). Gobelin nevével helyesen csak azokat a darabokat lehet jelölni, amelyek ebből a műhelyből kerültek ki.

## Gobelin falikárpit
A gobelin anyaga gyapjú, a korai darabok csak ebből készültek, a 13. századtól helyettesítették a tartófonalakat lenfonallal, hogy tartósabb legyen. A 15. században arany- és ezüstfonalat szőttek bele, amitől a gobelin színben gazdagabb, vékonyabb és hajlékonyabb lett.
A gobelinével azonos szövési technikákat már az ókorban is ismerték, ezt nemcsak írott források, hanem festett ábrázolások is bizonyítják. A kopt textilek is arra utalnak, hogy a készítés gyakorlata már hosszú múltra tekint vissza. Kelet-Ázsia, Bizánc és Perzsia is ismerte a szövött falikárpitot.
A kora középkorból alig maradt fenn, Nyugat-Európában csak egyes zárdákban gyakorolták a technikát. Az ismert falikárpitok egy része nem is kárpit, hanem hímzés, csak a halbertadti és a quedlinburgi szőnyegek sorolhatók valóban gobelinnek. A 13. századtól fellendült a textilművészet, egyre több megrendelés érkezett az egyháztól templombelsők díszítésére. A 13. században még Párizs volt a központ, valószínűleg keleti minták inspirálták ezeket a draps d'or imagés-nak nevezett darabokat. Párizs, Arras és Brüsszel versengése termékenyítően hatott a gobelinművészetre, a termékek egész Európát ellátták. 
A 15. század végétől Brüsszel vált a gobelin szövés központjává. A manufaktúra a 18. századig virágzott. Igen gyakran szőtték a kor neves festőinek képeit. (Raffaello, Giulio Romano, Rubens). A 19. századtól egyre inkább a kárpitok gépi szövése terjedt el. A kézi szövésű gobelint a szecesszió hozta ismét divatba.

## Gobelinhímzés (petit point) története
A gobelinhímzés-technika a 19. században alakult ki, mint neve is mutatja Franciaországban. A polgárosodás, a szövőipar fejlődése miatt, valamint igény (másként kereslet) hiányában abbahagyták a nagyméretű és munkaigényes falikárpitok szövését a takácsok. A nagypolgári és kispolgári igények kielégítésére a kézimunka új ága született: a gobelinhímzés.

## Öltéstechnika, formavilág
A gobelinhímzés alapöltése a keresztöltés balról jobbra dőlő fele (magyarul félkeresztöltés). Sűrűn egymás mellé, az alapanyagot befedve kell ölteni. Mindig balról jobbra haladnak vele, a hímzendő munkát nem forgatják munka közben, így a dőlésirány azonos lesz. A hímzendő alapanyag minden köteges szálkereszteződését átfogja a hímzés. Célszerű annyi tűt használni, ahány színnel dolgoznak,
mert így nem kell színváltásnál állandóan újra fűzögetni a következő szín fonalát. 
Kiegészítő öltés pl. kontúr hangsúlyozásához a paráma (másként négyzetöltés, illetve szükség szerint kitöltéshez, fedéshez a pontöltés (apró gobelin-öltés).
Ennek a hímzéstechnikának nincs önálló motívumkincse, formavilága. A régi gobelinszövéssel készített falikárpitok mintáinak felhasználásával képeket, virágcsokrokat stb. festenek vagy nyomnak elő az alapanyagra. Ezeket a képeket a megfelelő szín-
árnyalatú fonalakkal hímezik ki. A minél tökéletesebb színárnyalatok elérése érdekében a hímzőfonal szálai többszínűek is lehetnek. Pl. 4 szálas hímzésnél egy szín kétféle árnyalatával is lehet hímezni, s így az átmenet egyik színből a másikba
szinte láthatatlan lesz. Ha a minta megkívánja, lehet kontúrozni is, amihez apró parámaöltést célszerű használni.
Régebbi, de ma is követhető technika, hogy szálszámolással és a képet leíró rajzzal dolgozik a hímző. Ebben az esetben az aprókockás papírra előrajzolt képen a különböző színeket más-más mintákkal (iksz, kör, négyzet, háromszög stb.) vagy számokkal jelölik.

## Alapanyag, fonal, minőség
Az alapanyag négyzetrácsos szövésű kanavász vagy selyemszövet. A munka minőségét, finomságát meghatározza a kanavász fonalsűrűsége. A tíz négyzetcentiméterre kerülő öltések száma jellemzi a hímzés minőségét. Létezik 18, 21, 26, 30, 38, 40, 44, 48, 52, 56, 60, 70, 80 és 100-as fonalsűrűségű kanavász. A magasabb számú fonalsűrűségű alapanyagon készülnek a finomabb munkák. A hímzőfonal vastagsága alkalmazkodik az alapanyaghoz: a lényeg, hogy a hímzés majd teljesen fedje be az alapszövet rácsszerkezetét. 
A hímzőfonal lehet pamut, selyem esetleg gyapjú. A gyapjúfonallal nehéz dolgozni, mert könnyen szakad. A mai fonalak közül Magyarországon az úgynevezett osztott hímző fonal a legalkalmasabb arra, hogy a minták gazdag színvilágát megfelelően követhesse a gobelinművész. Az osztott hímző fonal másként is ismert, francia eredetű neve: mouliné fonal.
A gobelinminta minőségi kivitelezéséhez az egyirányú dőlés mellett még igen fontos az azonos minőségű hímzőfonal és az egyforma szálfeszítés. Ez utóbbi biztosítja a kép, minta sima felületét, szövött textilszerű hatását.

## Alkalmazás
A gobelinhímzéssel készült mintákkal főleg falvédőket, asztalterítőket, ágyterítőket, faliképeket díszítenek. Selyemhímzéses gobelinnel ékszereket, ékszerdobozokat, finom blúzokhoz, ruhákhoz, öveket, gallérokat, kézelőket, gombokat is készítenek.
A gobelinminták alapján gyakran híres festmények hű vagy kevésbé hű másolatai is megszülettek gobelinhímzéssel faliképként. 

### Glorafília
Az 1970-es évek végétől egyes, Magyarországtól nyugatra lévő múzeumok új hímzésmódot, -technikát próbálnak meghonosítani a korábban gobelinhímzéssel készített festményutánzatok kivitelezésére, amelyet „glorafíliá”-nak neveztek el. Ennek lényege, hogy egyes múzeumi tárgyak (pl. nem túl sokszínű ókori domborművek) képét iparművészekkel poszterszerű síkdíszítményekké rajzoltatják. Ezeket a díszítményeket közelálló tónusú színű gyapjúszállal javasolt kihímezni, felhasználva a gobelinöltésen kívül a középkori (pl. aranyhímzésnél alkalmazott) öltéstechnikákat is. Így a felület mozgalmasabb, nagyobb síkot tölt ki, s ezzel a technikával újszerű faliszőnyegek, képek készíthetőek. Jó példa erre a technikára a szócikk elején látható kép.

## Az irodalomban
Rejtő Jenő Az elátkozott part című regényében Csülök elmélkedik a következőképpen: „Mivel sokat forogtam jobb körökben, tudom, hogy az ilyen falfestményeket gobelinnek nevezik. Az ember csiszolódik, ha társadalmi életet él.”
Kálnoky László Strófák Ferenczy Noémi gobelinjeihez címmel írt verseket.
Dániel Anna Margot királyné gobelinjei című regényében négy XIV. századi, Magyarországra került, majd elveszett gobelin után nyomoz a főszereplő, Lonka.
Rácz Zsuzsa Nesze Neked Terézanyu! című regényében Kéki Kata válaszolja Indián kérdésére: „Gobelinezni szoktam ilyenkor, vasárnap délelőttönként”.
Kondor Vilmos Budapest novemberben című regényében Gordon Makkainénál lát gobelineket, amelyeket a volt öltöztetőnő készít és ad el.
Vavyan Fable több regényében is említi tréfásan a gobelinezést, a Könnyű álomban pl. így: „...a minap elvittem hozzád egy lányt, és te igencsak dürrögtél körülötte. Erről fotót, videofilmet, képeslapot, hologramot, gobelint készítettem...”